# Chris Klug
Christopher Jeffries „Chris” Klug (ur. 18 listopada 1972 w Vail) – amerykański snowboardzista, brązowy medalista igrzysk olimpijskich.

## Kariera
W Pucharze Świata zadebiutował 6 grudnia 1996 roku w Sestriere, gdzie zajął ósme miejsce w gigancie. Tym samym już w swoim debiucie wywalczył pierwsze pucharowe punkty. Na podium zawodów tego cyklu pierwszy raz stanął 9 stycznia 1998 roku w Grächen, wygrywając rywalizację w tej samej konkurencji. W zawodach tych wyprzedził dwóch Francuzów: Mathieu Bozzetto i Christophe'a Segurę. Łącznie dziesięć razy stawał na podium zawodów PŚ, odnosząc przy tym jeszcze dwa zwycięstwa: 14 stycznia 2000 roku w Berchtesgaden i 17 stycznia 2001 roku w Kronplatz triumfował w gigancie równoległym (PGS). Najlepsze wyniki osiągnął w sezonie 2000/2001, kiedy to zajął 14. miejsce w klasyfikacji generalnej.
Największy sukces w karierze osiągnął w 2002 roku, kiedy na igrzyskach olimpijskich w Salt Lake City wywalczył brązowy medal w gigancie równoległym. W zawodach tych wyprzedzili go jedynie Philipp Schoch ze Szwajcarii i Szwed Richard Richardsson. Tym samym Klug został pierwszym w historii medalistą olimpijskim z przeszczepionym organem. Półtora roku wcześniej, 28 lipca 2000 r., przeszedł transplantację wątroby z powodu pierwotnego stwardniającego zapalenia dróg żółciowych. Startował także na igrzyskach w Nagano w 1998 roku oraz igrzyskach w Vancouver w 2010 roku, zajmując odpowiednio szóste i siódme miejsce. Był też między innymi szósty w gigancie na mistrzostwach świata w Madonna di Campiglio w 2001 roku oraz siódmy w gigancie równoległym podczas rozgrywanych dwa lata później mistrzostw świata w Kreischbergu.

## Osiągnięcia

### Igrzyska olimpijskie
| Miejsce | Dzień     | Rok  | Miejscowość    | Konkurencja       | Zwycięzca          |
| ------- | --------- | ---- | -------------- | ----------------- | ------------------ |
| 6.      | 8 lutego  | 1998 | Nagano         | Gigant            | Ross Rebagliati    |
| 3.      | 15 lutego | 2002 | Salt Lake City | Gigant równoległy | Philipp Schoch     |
| 7.      | 27 lutego | 2010 | Vancouver      | Gigant równoległy | Jasey-Jay Anderson |

### Mistrzostwa świata
| Miejsce | Dzień       | Rok  | Miejscowość          | Konkurencja       | Zwycięzca          |
| ------- | ----------- | ---- | -------------------- | ----------------- | ------------------ |
| 6.      | 22 stycznia | 2001 | Madonna di Campiglio | Gigant            | Jasey-Jay Anderson |
| 34.     | 24 stycznia | 2001 | Madonna di Campiglio | Gigant równoległy | Nicolas Huet       |
| DSQ     | 26 stycznia | 2001 | Madonna di Campiglio | Slalom równoległy | Gilles Jaquet      |
| 7.      | 13 stycznia | 2003 | Kreischberg          | Gigant równoległy | Dejan Košir        |
| 27.     | 14 stycznia | 2003 | Kreischberg          | Slalom równoległy | Siegfried Grabner  |
| 15.     | 18 stycznia | 2005 | Whistler             | Gigant równoległy | Jasey-Jay Anderson |
| 27.     | 19 stycznia | 2005 | Whistler             | Slalom równoległy | Jasey-Jay Anderson |
| 21.     | 16 stycznia | 2007 | Arosa                | Gigant równoległy | Rok Flander        |
| 34.     | 17 stycznia | 2007 | Arosa                | Slalom równoległy | Simon Schoch       |
| DNF     | 20 stycznia | 2009 | Gangwon              | Gigant równoległy | Jasey-Jay Anderson |
| DNS     | 21 stycznia | 2009 | Gangwon              | Slalom równoległy | Benjamin Karl      |

### Puchar Świata

#### Miejsca w klasyfikacji generalnej
- sezon 1996/1997: 49.
- sezon 1997/1998: 36.
- sezon 1999/2000: 17.
- sezon 2000/2001: 14.
- sezon 2001/2002: -
- sezon 2002/2003: -
- sezon 2003/2004: -
- sezon 2004/2005: -
- sezon 2005/2006: 100.
- sezon 2006/2007: 52.
- sezon 2007/2008: 73.
- sezon 2008/2009: 85.
- sezon 2009/2010: 46.
  - ASP[4]
- sezon 2010/2011: 125.

#### Miejsca na podium
1. Grächen – 9 stycznia 1998 (gigant) - 1. miejsce
2. Whistler – 10 grudnia 1999 (gigant) - 3. miejsce
3. Berchtesgaden – 14 stycznia 2000 (gigant równoległy) - 1. miejsce
4. Ischgl – 5 lutego 2000 (gigant) - 3. miejsce
5. Mont-Sainte-Anne – 16 grudnia 2000 (gigant) - 3. miejsce
6. Kronplatz – 17 stycznia 2001 (gigant równoległy) - 1. miejsce
7. Sapporo – 17 lutego 2001 (gigant równoległy) - 3. miejsce
8. Asahikawa – 24 lutego 2001 (gigant równoległy) - 2. miejsce
9. Valle Nevado – 15 września 2002 (gigant równoległy) - 3. miejsce
10. Bardonecchia – 14 marca 2004 (gigant równoległy) - 3. miejsce

- W sumie 3 zwycięstwa, 1 drugie i 6 trzecich miejsc.